# Mazarinade

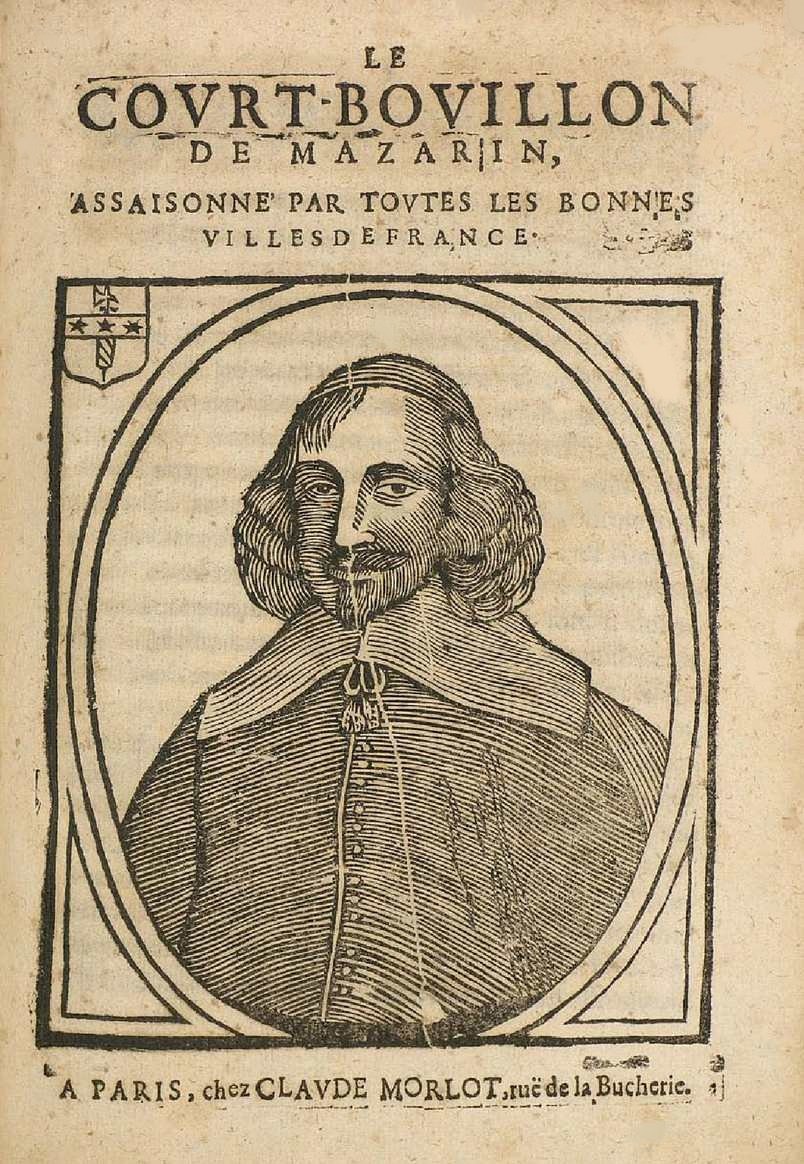
Mazarinade de 1649.

Une mazarinade est une pièce de vers satiriques ou burlesques, un pamphlet ou un libelle en prose, publié du temps de la Fronde, au sujet du cardinal Mazarin. Bien que la plupart des mazarinades aient été dirigées contre ce ministre, le même nom a aussi été donné aux écrits composés pour le défendre et répondre aux attaques des frondeurs. Hubert Carrier, qui les a étudiées, en dénombre 5 000. La plupart des mazarinades sont imprimées, de sorte que leur circulation a contribué aux différentes phases de la Fronde. 

## Histoire

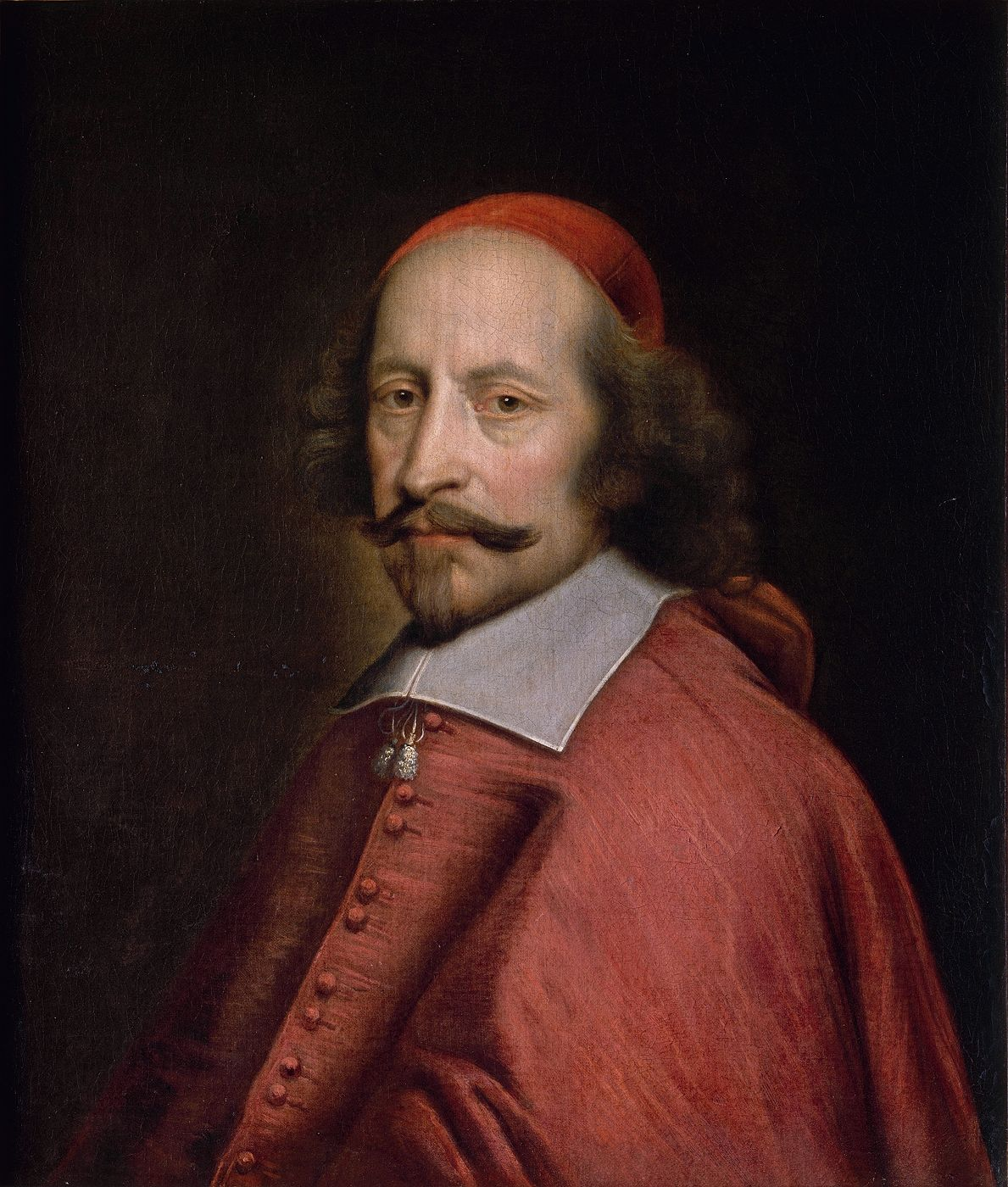
Jules Mazarin, cible des mazarinades.

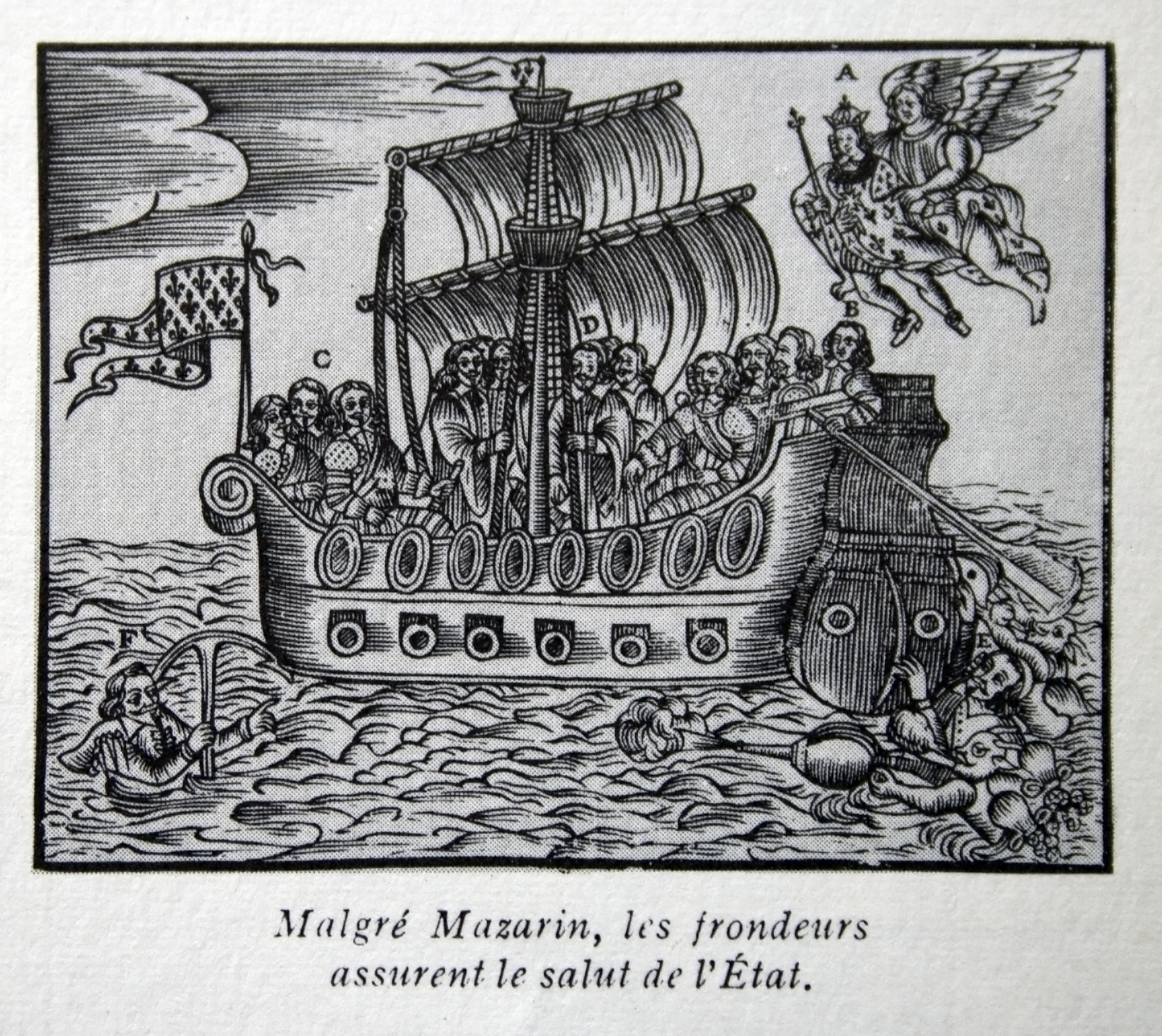
Une mazarinade, XVIIe siècle.

Celle qui est peut-être la première des mazarinades, intitulée la Requête des trois états du Gouvernement de l’Île de France au parlement de Paris, contre Mazarin, parut vers la fin de 1648. Depuis lors, et jusqu’en 1653, parurent plus de quatre mille écrits plus ou moins satiriques dirigés, en grande partie, contre le cardinal.
Depuis les railleries contre son accent italien, ses habitudes efféminées jusqu’aux attaques les plus grossières sur ses amours présumées avec la reine et sur la conduite de ses nièces, toutes les sortes d’injures sont réunies dans les mazarinades contre le cardinal, qui, suivant tous les témoignages historiques, paraissait insensible à ces avanies.
Par comparaison avec les pamphlets du temps de la Ligue où, sous l’ardeur des passions en jeu, la violence unie à la verve donne un caractère sérieux au tout, dans les mazarinades de la Fronde, où les vanités et les rancunes mesquines ont remplacé les passions, la légèreté railleuse qui perce à travers les violences apparentes laisse, en définitive, la gaieté l’emporter.
Paris fut alors pris d’une folie héroï-comique. Les Parisiens ne s’abordaient que par des couplets :
Êtes-vous du parti,
Mon ami,
De Condé, Longueville et Conti ?
Chaque matin s’envolaient des galeries du Palais et du Pont Neuf, « comme des essaims de mouches et de frelons qu’auraient engendrés les grandes chaleurs », les mazarinades, dont la plus grande partie était fort médiocre : « On a fait courir ici quantité de papiers volants contre le Mazarin, mais il n’y a encore rien qui vaille. » Le cardinal de Retz écrit plus tard : « II y a plus de soixante volumes de pièces composées dans le cours de la guerre civile, et je crois pouvoir dire avec vérité qu’il n’y a pas cent feuillets qui méritent qu’on les lise. »

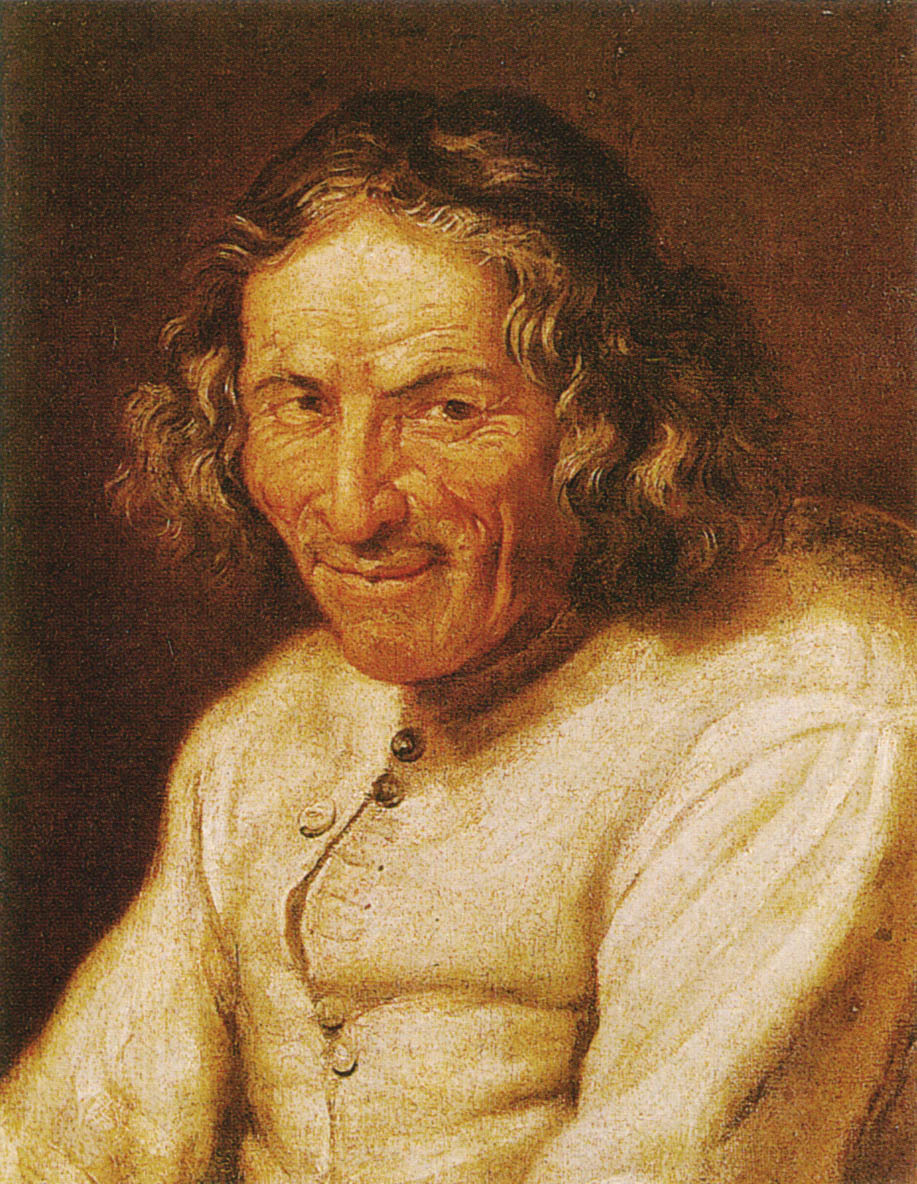
Paul Scarron, auteur de plusieurs mazarinades.

Parmi les pièces les plus fameuses, celle datée du 11 mars 1651, intitulée la Mazarinade, donna son titre à toutes les autres. Elle a été attribuée à Scarron :
À la malheure, Mazarin,
Du pays d’où vient Tabarin,
Es-tu venu troubler le nostre ! […]
Trousse bagage et vistement. […]
Va-t’en dans Rome estaller
Les biens qu’on t’a laissé voler.
D’autres chansons, qui eurent aussi beaucoup de retentissement et qui, par le talent poétique, méritent aussi une place dans l’histoire littéraire, sont les chansons de Blot et celles de Marigny, quoique l’un et l’autre y apportent peu de conviction. Le spirituel Blot riait et rimait pour satisfaire son envie de rire et de rimer, tandis que Marigny chansonnait le duc d’Elbeuf sur un signe du cardinal de Retz, et le cardinal sur un signe du prince de Condé. On doit à Marigny le libelle intitulé Tarif du prix dont on est convenu dans une assemblée de notables, pour récompenser ceux qui délivreront la France du Mazarin qui, nonobstant son titre assassin, est plus plaisant que sérieux.

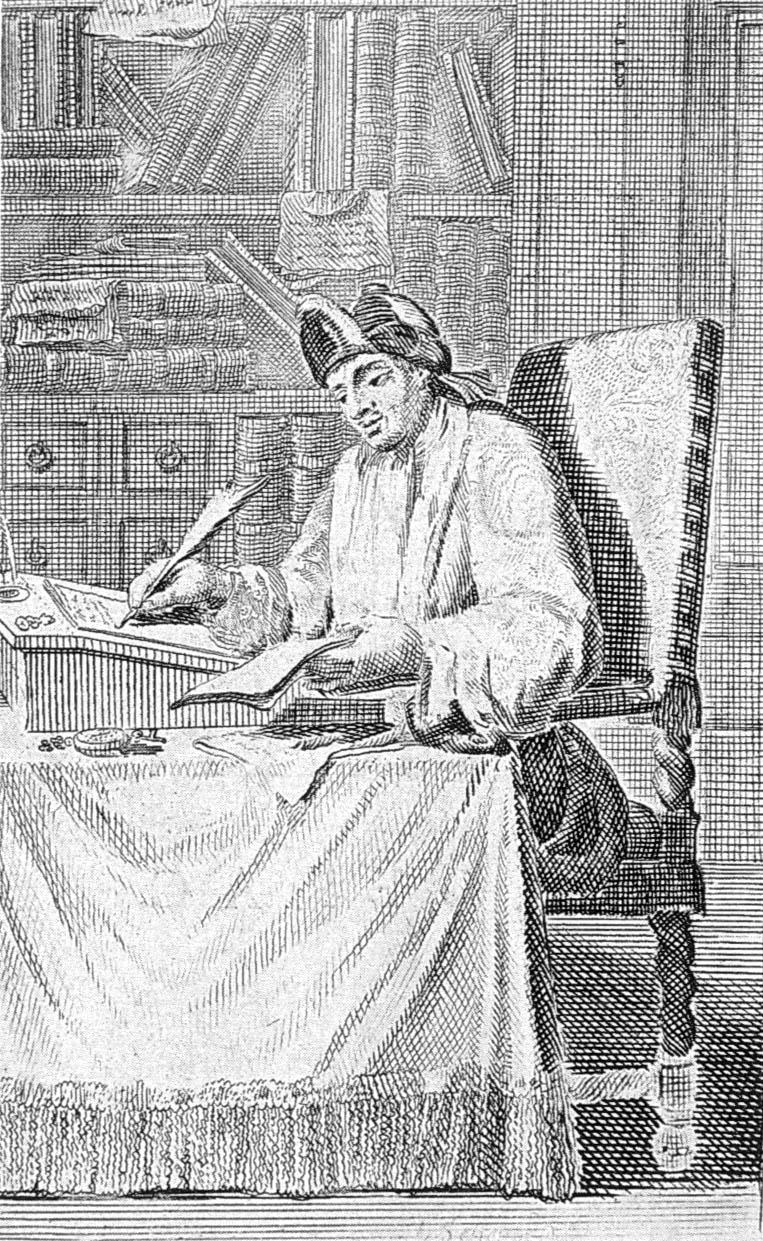
Cyrano de Bergerac, d’abord hostile, puis favorable à Mazarin.

Parmi les autres mazarinades, une des plus originales et qui reflète le mieux l’esprit du temps, attribuée à Roger de Bussy-Rabutin, est le Catéchisme des courtisans de la cour de Mazarin, qui contient les demandes et les réponses suivantes : « — Qu’est-ce que Paris ? Le paradis des femmes, le purgatoire des hommes et l’enfer des chevaux. — Qu’est-ce que le mariage ? Le martyrologe des vivants. — Qu’est-ce qu’un procureur ? Un homme qui, avec sa langue, sait vider la bourse de sa partie sans y toucher. — Qu’est-ce qu’un prince ? Un criminel que l’on n’ose punir. — Qu’est ce qu’un jésuite ? Un sage politique qui se sert adroitement de la religion, etc. »
On cite encore, au nombre des principaux écrits contre Mazarin : Histoire des barricades, Lettre au cardinal burlesque, le Custode de la Reine, Virelay sur les vertus de sa Faquinance, Lettre de Polichinelle à Jules Mazarini, l’Envoi de Mazarin au mont Gibet, le Ministre flambé, le Milliard ou Éloge burlesque de Mazarin, Avis, Remontrance et requête par huit paysans de huit provinces sur les misères et affaires du temps présent, Dialogue de Jodelet et de Lorviatan sur les affaires de ce temps, etc. 
Des écrits en faveur de Mazarin, le plus célèbre est celui de Gabriel Naudé, intitulé Jugement de tout ce qui a esté imprimé contre le cardinal Mazarin, depuis le sixième janvier jusques à la déclaration du 1er avril 1649. Plus connu sous le nom de Mascurat, ce gros volume est une apologie du cardinal en forme de dialogue entre Saint-Ange (Naudé) et Mascurat (l’éditeur Camusat) qui commentent une bonne partie des libelles parus jusqu'alors.
Les auteurs les plus connus des mazarinades sont, outre Scarron et les auteurs nommés ci-dessus, le cardinal de Retz, Saint-Amant, Loret, Sarrasin, Guy Patin, Laffemas, Patru, etc. Cyrano de Bergerac aurait écrit, selon certains historiens, sept mazarinades contre Mazarin, dont le Ministre d'Estat flambé, avant de prendre son parti dans sa Lettre contre Les Frondeurs de 1654. 
La relative absence de poursuites exercées à l’encontre des pamphlétaires permit de faire de volumineux recueils presque toujours au petit format in-4°. Certaines éditions sont à l'adresse d’Anvers ou de Bruxelles, la plupart sont très incorrectes au point de vue typographique, quelques-unes sont ornées de gravures. La Bibliothèque nationale de France, les bibliothèques de  l’Arsenal et Sainte-Geneviève, en conservent de fort nombreux exemplaires : la collection de cette dernière atteint le nombre de 4 272. La bibliothèque Mazarine propose la plus importante et la plus complète, mais non exhaustive, collection au monde, au moins 25 000 pièces issues d'environ 600 recueils factices, dont un grand nombre d'exemplaires multiples. Comme ces ensembles proviennent essentiellement de bibliothèques domestiques ou institutionnelles de Paris ou d'Île-de-France confisquées durant la période révolutionnaire, les mazarinades publiées en province y sont beaucoup moins bien représentées, notamment celles de Bordeaux, nombreuses en raison de l'ampleur de la contestation dans cette ville et des opérations militaires en Guyenne. Ainsi, des mazarinades bordelaises se trouvent conservées aux archives départementales de la Gironde, et à la bibliothèque de Bordeaux, qui en a numérisé une partie. La bibliothèque de Saint-Pétersbourg possède 137 gros volumes de mazarinades contenant environ 6 000 pièces. La British Library à Londres comprend aussi une importante collection de mazarinades (entre  4 000 et 7 000 pièces). La collection de la bibliothèque de l'université de Tokyo (2 709 pièces) est la seule, à ce jour, à avoir été numérisée et transcrite, accessible sur le site du Projet Mazarinades.
Les mazarinades s'attaquèrent également aux personnages proches du pouvoir, tel Théophraste Renaudot qui, possédant un privilège pour l'impression de ses gazettes, fut obligé de suivre la famille royale dans sa fuite (pendant qu'à Paris ses deux fils continuaient à publier des pamphlets contre Mazarin). Le Voyage de Théophraste Renaudot, gazettier à la Cour : 

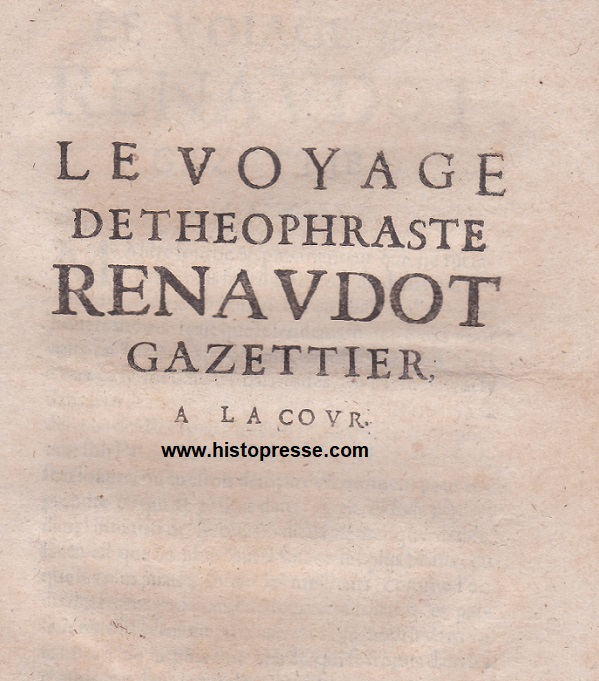
Mazarinade contre Théophraste Renaudot, journaliste en 1649.

« Maistre fourbe et plus menteur que ne fut jamais le plus subtil arracheur de dents qui soit dans le domaine du pont neuf, où diable allés-vous en fuites à Saint-Germain, crainte que vous aviés d'être enfermé dans les barricades, ou d'être ensevely dans l'un des tonneaux qui servirent de rempars à la défence des Bourgeois de Paris lorsque le Roy quittant son Palais, t'avait laissé seul... Dieu, tu manques de nez, si ce n'est que les plus courts soient les plus beaux, ou que les plus puants soient les meilleurs, comme l'on dit des fromages ; mais tu en eus cette fois, car les païsans revoltés étoient resolus de te faire mourir dans un tonneau de la plus fine merde qui se trouve dans les marais, ou dans la rue des Gravilliers... »

### Sources primaires

#### Mazarinades bordelaises
- Anonyme, Œuvres de l'inconnu sur les mouvements de Guyenne. Dédiées à Monseigneur l'éminentissime cardinal Jules Mazarin, Paris, P. Targa, imprimeur de archevêché, 1653 (Archives départementales de la Gironde, BIB 4 L 207).
- Anonyme, Question canonique, si Monsieur le prince a peu prendre les armes en conscience et si ceux qui prennent son parti offensent Dieu. Contre les théologiens courtisans, Bordeaux, P. Targa, imprimeur de archevêché, 1651, 21 p. (Archives départementales de la Gironde, BIB BR 942).
- Anonyme, Histoire des mouvements de Bourdeaux., t. 1, Bordeaux, Jacques Mongiron Millanges, 1651, 456 p. (Archives départementales de la Gironde, BIB 4 L 208).
- Anonyme, Relation de la marche et progrez de l'armée commandée par Monsieur le marquis de Sauvebeuf, Général de l'armée du Roy, sous l'authorité du Parlemant de Bourdeaux, Bordeaux, Jacques Mongiron Millanges, 1649, 8 p. (Archives départementales de la Gironde, BIB SU 94).
- Jules Delpit, Le prince ridicule, mazarinade inédite composée en 1650, Bordeaux, J. Delmas, 1873, 20 p. (Archives départementales de la Gironde, BIB 4 L 451).
- Jules Delpit, Un curé bordelais, recueil de mazarinades publiées sur Louis Bonnet, curé de Sainte-Eulalie de Bordeaux, Sauveterre-de-Guyenne, Jean Chollet, 1881 (Archives départementales de la Gironde, BIB I/J 183).
- Pierre-Louis Berthaud, Des mazarinades à Gric de Prat. : Le réalisme dans la littérature gasconne du Bordelais, 1952, 23 p. (Archives départementales de la Gironde, BIB L 19(7)).
- J.B. Pelette, Lancelot de Mullet, abbé de Vertheuil, est-il l'auteur de la Mazarinade "Jugement du curé Bourdelois" ?, 1950 (Archives départementales de la Gironde, BIB L 227(4)).